# Шахмарданов, Эседуллах Азизович
Эседуллах Азизович Шахмарданов (17 октября 1949, Ахты, Ахтынский район, Дагестанская АССР, РСФСР, СССР — 15 сентября 2020, Махачкала, Дагестан, Россия) — советский борец, советский и российский тренер по борьбе, главный тренер женской сборной Колумбии. Заслуженный тренер РСФСР. Заслуженный тренер России.

## Биография
Был выходцем из Ахтынского района Дагестана. Занимался борьбой, был мастером спорта СССР. После окончания физкультурного факультета Дагестанского педагогического института более 40 лет Шахмарданов посвятил тренерской профессии. Работал в спортобществе «Урожай» вместе с легендарным Али Алиевым, где воспитал многих борцов высокого уровня, входивших в состав сборных Дагестана, России и СССР. 16 февраля 1982 года он удостоился звания Заслуженный тренер РСФСР. Шахмарданов долгое время проработал в Южной Америке, где три олимпийских цикла тренировал в Колумбии, подготовил победителей и призеров Панамериканских игр и чемпионатов, а его воспитанница Жаклин Рентерия дважды завоевывала бронзовые медали на Олимпийских играх. Довелось ему поработать также в Доминиканской Республике и Перу. До последнего времени он помогал коллегам и борцам из Латинской Америки, делился с ними своими опытом и знаниями, но только уже они приезжали к нему в Махачкалу и под его присмотром проводили сборы и участвовали в соревнованиях. Он свободно владел испанским языком. В последние годы своей жизни Шахмарданов работал в махачкалинской спортивной школе №3. Летом 2020 года Эседуллах Азизович съездил на свадьбу в родное село Ахты, а когда вернулся в Махачкалу, почувствовал себя неважно, лег в больницу. У него диагностировали коронавирус, от которого он скончался 15 сентября 2020 года.

## Известные воспитанники
- Мамаев, Багаутдин Кайсединович — призёр чемпионата СССР;
- Рентерия, Жакелине — двукратный призёр Олимпийских игр;